# Ticker-tape parade

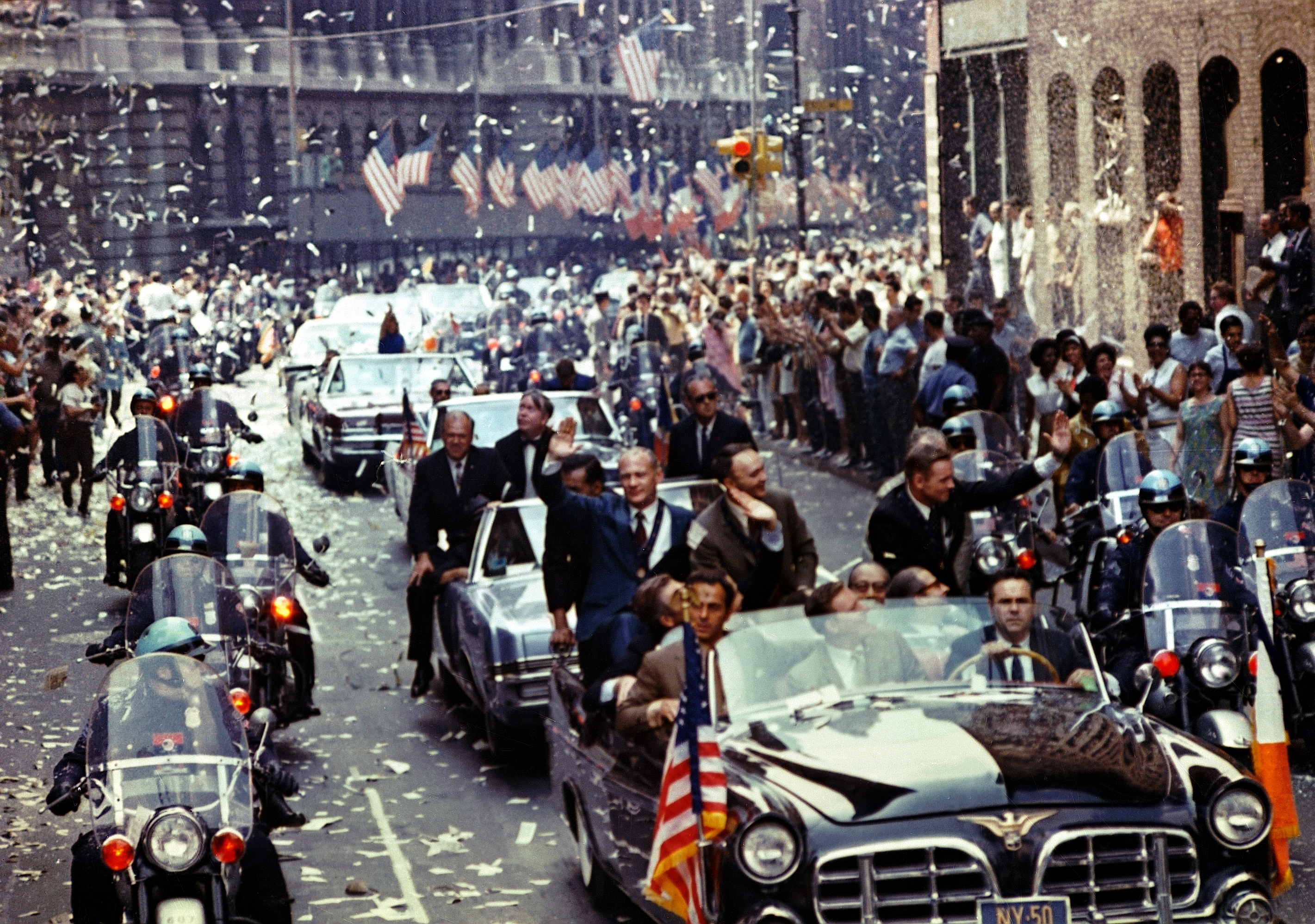
Ticker-tape parade a New York in onore degli astronauti dell'Apollo 11, 13 agosto 1969

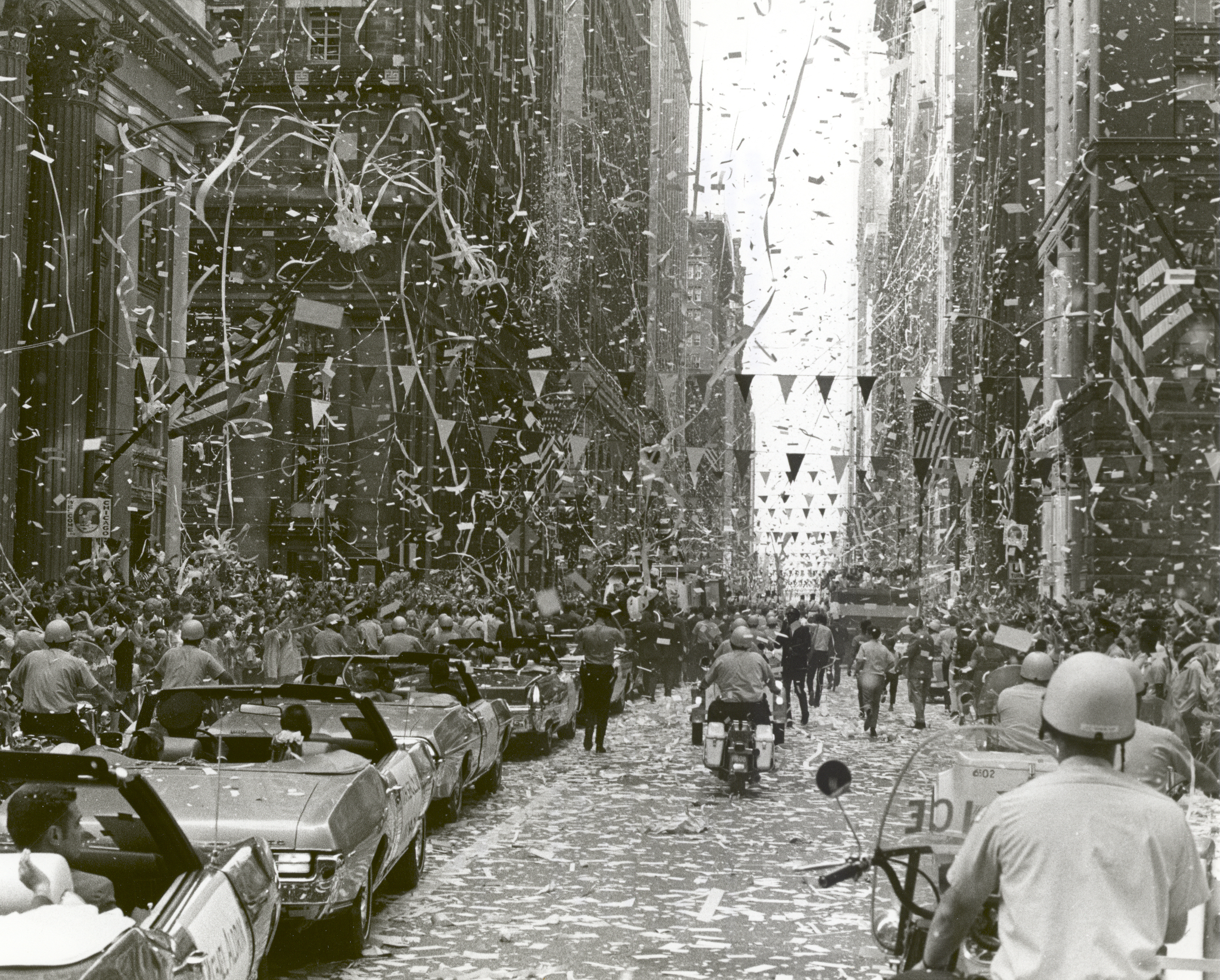
Ticker-tape parade a Chicago per gli astronauti di Apollo 11

Una ticker-tape parade è una parata tenuta in un centro urbano, che permette il lancio di grandi quantità di pezzettini di carta dalle finestre dei vicini palazzi di uffici, sul percorso della parata, creando un trionfale effetto simile a una tempesta di neve.

## Descrizione
Il termine ha origine a New York in seguito a una spontanea celebrazione tenutasi il 29 ottobre 1886, durante l'inaugurazione della Statua della Libertà, ed è tuttora strettamente associato con New York. Il termine ticker-tape si riferisce in origine all'uso dei nastri di carta adoperati da macchinari controllati a distanza che venivano impiegati per fornire gli aggiornamenti delle quotazioni del mercato azionario. Il termine ticker, appunto, deriva dal suono prodotto da simili macchinari. Oggigiorno si utilizza principalmente carta di scarto sminuzzata usando un normale tritadocumenti.
A New York, le ticker-tape parade non sono eventi annuali, ma sono riservate ad occasioni speciali. Subito dopo la prima di queste parate i funzionari cittadini si resero conto dell'utilità di tali eventi e iniziarono a tenerli in occasioni trionfali, inizialmente per eventi straordinari, come il ritorno di Theodore Roosevelt dal suo safari in Africa. Altre personalità celebrate con il ticker-tape parade furono l'ammiraglio George Dewey, eroe della battaglia della baia di Manila, i generali Dwight D. Eisenhower e Chester Nimitz, per i loro meriti nella seconda guerra mondiale, ma anche l'ex presidente degli Stati Uniti d'America Harry S. Truman, l'astronauta John Glenn, e i golfisti Bobby Jones e Ben Hogan.
Fino agli anni cinquanta tali parate venivano comunemente concesse ad ogni capo di Stato in visita, ma negli anni sessanta, dopo l'assassinio di John Fitzgerald Kennedy, divennero sempre più rare. Sono generalmente riservate per trionfi dell'esplorazione spaziale, onori militari e vittorie in campionati sportivi. La sezione di Lower Broadway che attraversa il distretto finanziario di Manhattan, che serve come percorso della parata per questi eventi, viene colloquialmente chiamata il «Canyon degli Eroi» (Canyon of Heroes) e presenta sui marciapiedi, ad intervalli regolari, diverse placche atte a celebrare ognuna delle ticker-tape parade della città.